# エリザベス・バーグ
エリザベス・バーグ（Elizabeth Berg、1948年12月2日 - ）は米国の作家で、元看護師。

## 経歴
アメリカ合衆国ミネソタ州セントポールに生まれ、ボストンを経由してシカゴに在住。ミネソタ大学で文学を専攻するが、最終的には看護学位を取得した。執筆活動に入ったきっかけは、雑誌「ペアレント」のエッセイコンテスト入賞だった。1993年に処女小説を出版して以来、センチメンタルとタグ付けする一部の批評をものともせず、出す本という本がベストセラーになり、数々の賞やノミネーションを受けている。1997年、ニューイングランド・ブック・アワードを受賞した。
Durable Goods（邦題「ケイティの夏」）、 Joy School、 True to Form の3冊は12歳の少女ケイティ・ナッシュを主人公とした三部作であり、軍人の娘として育った著者自身の経験が元になっている。2013年11月に刊行されたアンソロジー Knitting Yarns: Writers on Knitting（ W. W. Norton & Company ）所収のエッセイ"The Pretend Knitter" が最新作である。

## 著作品・邦訳
- Family traditions: celebrations for holidays and everyday (1992年), illustrations by Robert Roth
- Durable Goods (1993年)（邦訳「ケイティの夏」）, selected as ALA Best Books of the Year
- Talk Before Sleep (1994年)（邦訳「永い眠りにつく前に」）, highlighting the fight against breast cancer
- Range of Motion (1995年)（邦訳「ジェイ」）
- The Pull of the Moon (1996年)
- Joy School (1997年), selected among the ALA 1998 Best Books for Young Adults[3]
- What We Keep (1998年)
- Escaping into the Open: The Art of Writing True (1999年), non-fiction
- Until the Real Thing Comes Along (1999年), about a woman's love for a gay man
- Open House (2000年), Oprah's Book Club selection
- Never Change (2001年)（邦訳「いつまでも、変わらずに」）
- Ordinary Life: stories (2002年)
- True to Form (2002年)
- Say When (2003年)
- The Art of Mending (2004年)
- The Year of Pleasures (2005年)
- The Handmaid and the Carpenter (2006年)
- We Are All Welcome Here (2006年)
- Dream When You're Feeling Blue (2007年)
- The Day I Ate Whatever I Wanted (2008年)
- Home Safe (2009年)
- The Last Time I Saw You: A Novel (2010年)
- Once Upon a Time, There Was You (2011年)
- Tapestry of Fortunes (2013年)
- 「ケイティの夏」島田絵海訳、ベネッセ（1994）
- 「永い眠りにつく前に」島田絵海訳、ベネッセ（1995）
- 「ジェイ」島田絵海訳、朝日新聞社（1996）
- 「いつまでも、変わらずに」茅律子訳、アーティストハウス（2001）